# René Herbst (Fußballspieler)
René Herbst (* 18. März 1986) ist ein österreichischer Fußballspieler.

## Spielerkarriere
Herbst begann seine Karriere beim Favoritner AC. Zur Saison 1998/99 wechselte er in die Jugend des SK Rapid Wien. Im Februar 2000 wechselte er zum FC Stadlau. Zur Saison 2000/01 kehrte er zum FavAC zurück, bei dem er später auch in der Kampfmannschaft spielte. Im Jänner 2004 wechselte er zum IC Favoriten. Nach dreieinhalb Spielzeiten beim IC kehrte er zur Saison 2007/08 zum FavAC zurück.
Zur Saison 2008/09 wechselte er zum Regionalligisten Wiener Sportklub. Nach eineinhalb Jahren beim WSK wechselte er im Jänner zum viertklassigen 1. Simmeringer SC. In eineinhalb Jahren in Simmering kam er zu 44 Einsätzen in der Wiener Stadtliga, in denen er 14 Tore erzielte. Mit Simmering stieg er 2011 in die Regionalliga auf. Zur Saison 2011/12 schloss er sich dem Neo-Ligakonkurrenten Floridsdorfer AC an. Mit den Floridsdorfern stieg er 2014 in die 2. Liga auf. Sein Debüt in der zweithöchsten Spielklasse gab er im Juli 2014, als er am ersten Spieltag der Saison 2014/15 gegen den SC Austria Lustenau in der Startelf stand. Am darauffolgenden Spieltag erzielte er bei einem 1:1-Remis gegen den FC Liefering sein erstes und einziges Zweitligator.
Nach insgesamt 106 Ligaeinsätzen für den FAC, in denen er 13 Tore erzielte, wechselte Herbst im Jänner 2015 zum fünftklassigen SV Stripfing. Mit Stripfing stieg er 2016 in die Landesliga auf. 2019 folgte schließlich auch der Aufstieg in die Regionalliga. Diesen sollte er allerdings nicht mehr mitmachen, nach 122 Viert- und Fünftligaeinsätzen für die Niederösterreicher wechselte er zur Saison 2019/20 zum viertklassigen ASK Kottingbrunn. Für Kottingbrunn kam er zu 14 Einsätzen in der Landesliga, in denen er fünf Tore erzielte. Zur Saison 2020/21 wechselte er zum Regionalligisten ASK-BSC Bruck/Leitha. In zwei Saisonen kam er zu 27 Einsätzen in der Ostliga.
Zur Saison 2022/23 wechselte Herbst zum fünftklassigen SV Sierndorf. Als Stammspieler verpasste er in der Saison 2022/23 nur ein einziges Ligaspiel und kam bei seinen 25 Meisterschaftseinsätzen zu sieben Treffern. Mit der Mannschaft beendete er die Spielzeit auf Rang 6 und kam auch in der nachfolgenden Spielzeit als einer der Stammakteure zum Einsatz. Bis dato (Stand: 11. Dezember 2023) kam er in der Saison 2023/24 in 13 Einsätzen zu drei Toren.

## Trainerkarriere
Seit Juni 2019 befindet sich Herbst im Besitz der ÖFB-D-Trainerlizenz sowie der UEFA-C-Lizenz. Im September 2022 folgte die UEFA-B-Lizenz.
Nachdem er von 2018 bis 2019 als Co-Trainer im Nachwuchs des SV Stripfing fungiert hatte, war er im Jahr 2022 kurzzeitig Co-Trainer der U-17-Mannschaft des ASK-BSC Bruck/Leitha, die in dieser Saison in ihrer Liga Vizemeister geworden war. Mit seinem Wechsel zum SV Sierndorf übernahm er dort auch das Amt des Co-Trainers an der Seite des gleichaltrigen Lukas Fürhauser und übte dieses bis zum Sommer 2023 aus.